# Eugène Ritter
Eugène Ritter (* 9. November 1836 in Genf; † 3. Juli 1928 in Les Eaux-Vives, heute zur Gemeinde Genf gehörend), heimatberechtigt in Genf, war ein Schweizer Historiker sowie Theologe.

## Leben
Eugène Ritter, Sohn des Mathematikers sowie Lehrers Elie Ritter sowie der Félicie geborene Rey, legte 1854 die klassische sowie 1857 die mathematisch-naturwissenschaftliche Matura an der Akademie Genf ab. Ritter war in der Folge als Hauslehrer, anschliessend zwischen 1861 und 1862 als Institutslehrer in Saint-Imier angestellt.
Nach seiner Rückkehr nach Genf trat Ritter die Stelle des Adjunkten des Konsistoriums der reformierten Kirche an, gleichzeitig widmete er sich einem Philologie- und Sprachstudium. 1873 erhielt er einen Lehrauftrag für französische Sprachgeschichte an der Akademie Genf, dort wurde er im Folgejahr zum ordentlichen Professor befördert, 1907 wurde er emeritiert.
Der 1904 mit einem Ehrendoktorat der Universität Lausanne ausgezeichnete Eugène Ritter, der 1870 Emma, die Tochter des Marc-Jean Oltramare heiratete, verstarb 1928 91-jährig in Les Eaux-Vives.
Ritter publizierte neben hauptsächlich theologischen Beiträgen zur Genfer Geschichte zahlreiche literaturhistorische Studien, wodurch er sich einen Namen unter den Westschweizer Spezialisten machte. Darüber hinaus trat er als Verfasser mehrere Werke zu Jean-Jacques Rousseau hervor.

## Schriften
- Recherches sur le patois de Genève, Imprimerie Ramboz et Schuchardt, 1875
- Cours d'histoire de la langue française: Leçon d'ouverture, 1876
- Nouvelles recherches sur les Confesions et la Corréspondance de Jean-Jacques Rousseau, 1880
- Isaac Rousseau, le père de Jean-Jacques, A. Colin et cie, 1891
- La famille et la jeunesse de J.-J. Rousseau ..., Hachette et cie., 1896
- Notes sur Madame de Staël: ses ancêtres et sa famille, sa vie et sa correspondance, H. Georg, 1899
- Les quatre dictionnaires français, Kündig, 1905
- Les années climatériques des églises protestante et catholique de Genève, 1535-1907: étude chronologique, Imprimerie Centrale, 1915